# Харитя
«Хари́тя» — коротке оповідання  українського письменника Михайла Коцюбинського про добру дівчинку, яка допомагала хворій матері по хазяйству. Оповідання написане Михайлом Коцюбинським, коли він працював домашнім вчителем у селі Лопатинці (нині Вінницька область). Письменник з любов'ю змалював портрет дівчини — головної героїні оповідання: «Великі сині очі з-під чорних вій дивилися пильно й розумно. Смугляве личенько розчервонілося».
У короткому оповіданні розкрита психологія дитини, окреслене коло її думок та переживань. Михайло Коцюбинський намагався довести читачеві, що навіть за важких умов повсякденного існування селяни здатні бути щирими, чуйними, добрими, а також відчувати прекрасне в довколишньому світі.

## Вплив на масову культуру
У книзі Олександра Ірванця «Харків 1938» імена Миколи Джері та Хариті викостані як загальна назва (nomen appellativum), символ для молодіжної організації УРСР. Для дівчат та хлопців існують процедури ініціації, відомі як «харитизація» та «джеризація». Ці процеси, які є свого роду громадсько-політичним вступом в доросле життя для 12-річних дітей, названі на честь літературних героїв. Хлопці проходять її таємно, а дівчата — публічно надрізаючи пальця серпом.